# Шумково (Татарстан)
 Шумково (тат. Үшемкә) — село в Рыбно-Слободском районе Татарстана. Административный центр Шумковского сельского поселения.

## География
Находится в центральной части Татарстана у на расстоянии приблизительно 12 км на север-северо-запад по прямой от районного центра поселка Рыбная Слобода у речки Екатериновка.

## История
Известно с 1565—1567 годов как деревня Козембердеева, в середине XVII века стала дворцовой, с 1797 удельной. В 1880 году была построена Вознесенская церковь.

## Население
Постоянных жителей было: в 1782—336 душ мужского пола, в 1859—1639, в 1897—1796, в 1908—1902, в 1920—1756, в 1926—1632, в 1938—1041, в 1949—914, в 1958—722, в 1970—469, в 1989—440, в 2002 году 408 (русские 46 %, татары 53 %), в 2010 году 330.